# Sommercasino

Plakat von Burkhard Mangold für das Sommercasino, 1931

Das Sommercasino ist ein ehemaliges Gesellschaftshaus aus dem 19. Jahrhundert und heute ein Zentrum für Junge Kultur in der Stadt Basel in der Schweiz. Es befindet sich im Stadtquartier St. Alban.

## Geschichte
Das Sommercasino entstand zwischen den Jahren 1822 und 1824. Der Architekt Johann Georg von der Mühll (1789–1853) entwarf es als Gesellschaftshaus für jene vornehmen Kreise, welche die Sommer ausserhalb der Stadt auf ihren Landsitzen verbrachten. Zur gleichen Zeit wurde in der Innenstadt am Barfüsserplatz das heutige Stadtcasino gebaut. Während der Unruhen der Basler Kantonstrennung zwischen den Jahren 1830 und 1833 zogen die Mitglieder des Sommercasinos vorübergehend in das Stadtcasino; da die Sommercasino-Gesellschaft in den folgenden Jahrzehnten sich zunehmend verschuldete, während das Stadtcasino erblühte, wurden schliesslich 1907 die beiden Gesellschaften fusioniert. Die immense Schuldenlast durch das übernommene Sommercasino konnte jedoch nicht bewältigt werden, und so wurde das Sommercasino samt Park 1937 verkauft.
1959 übernahm die Stiftung Jugendhaus das Gebäude und funktionierte es in den folgenden Jahrzehnten zu einem Jugendhaus um. Seit 1986 ist das Sommercasino das grösste Jugendkulturhaus der Region Basel. Es ist heute ein fester Bestandteil in der regionalen Jugendkultur. Die Trägerschaft bildete bis 2015 die Jugendarbeit Basel («JuAr»), ehemals der Verein Basler Freizeitaktion BFA. Seit Januar 2016 wird das Sommercasino vom Verein Junge Kultur Basel bewirtschaftet.
Das Haus wird für Konzerte und Partys genutzt. Viele Räume werden ausserdem an Jugendkulturschaffende der Region vermietet. Charakteristisch für das Gebäude sind die Graffiti, die sich auf der ganzen Fassade verteilen und in regelmässigen Abständen erneuert werden.
Im Mai 2024 wurde bekannt, dass das Sommercasino den Betrieb aus finanziellen Gründen spätestens im September 2024 einstellt.

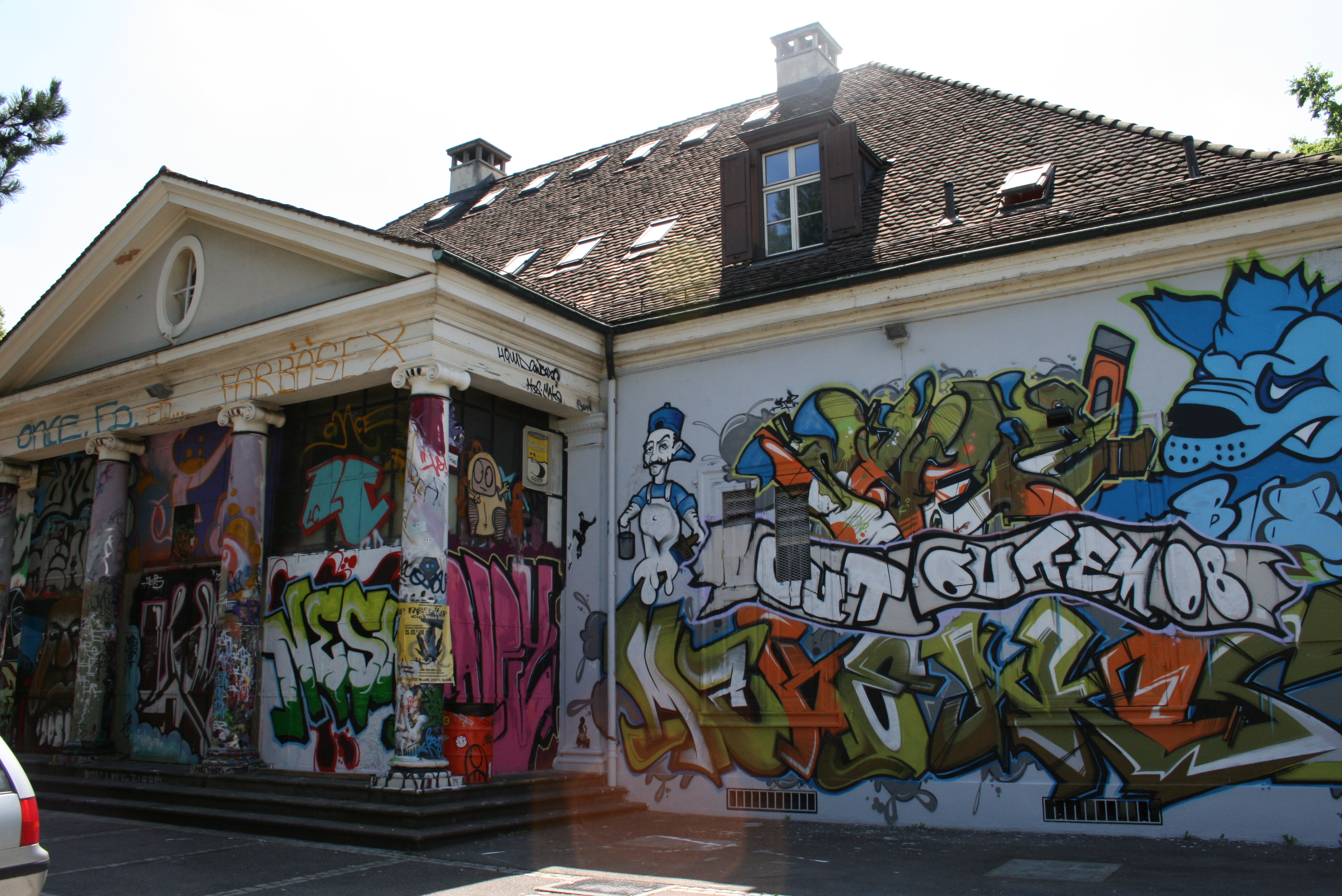
Hinterfassade des Gebäudes
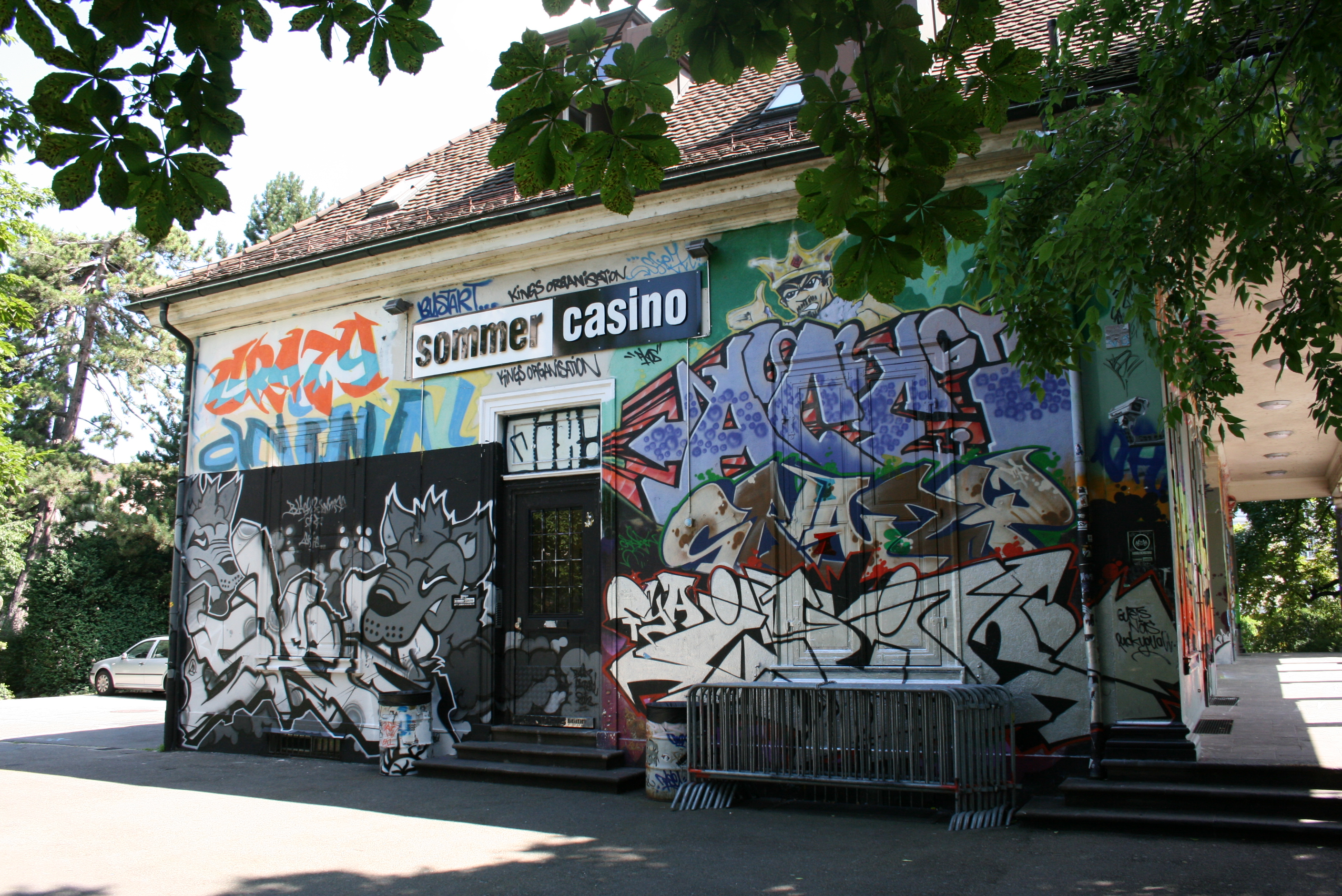
Eingangsbereich
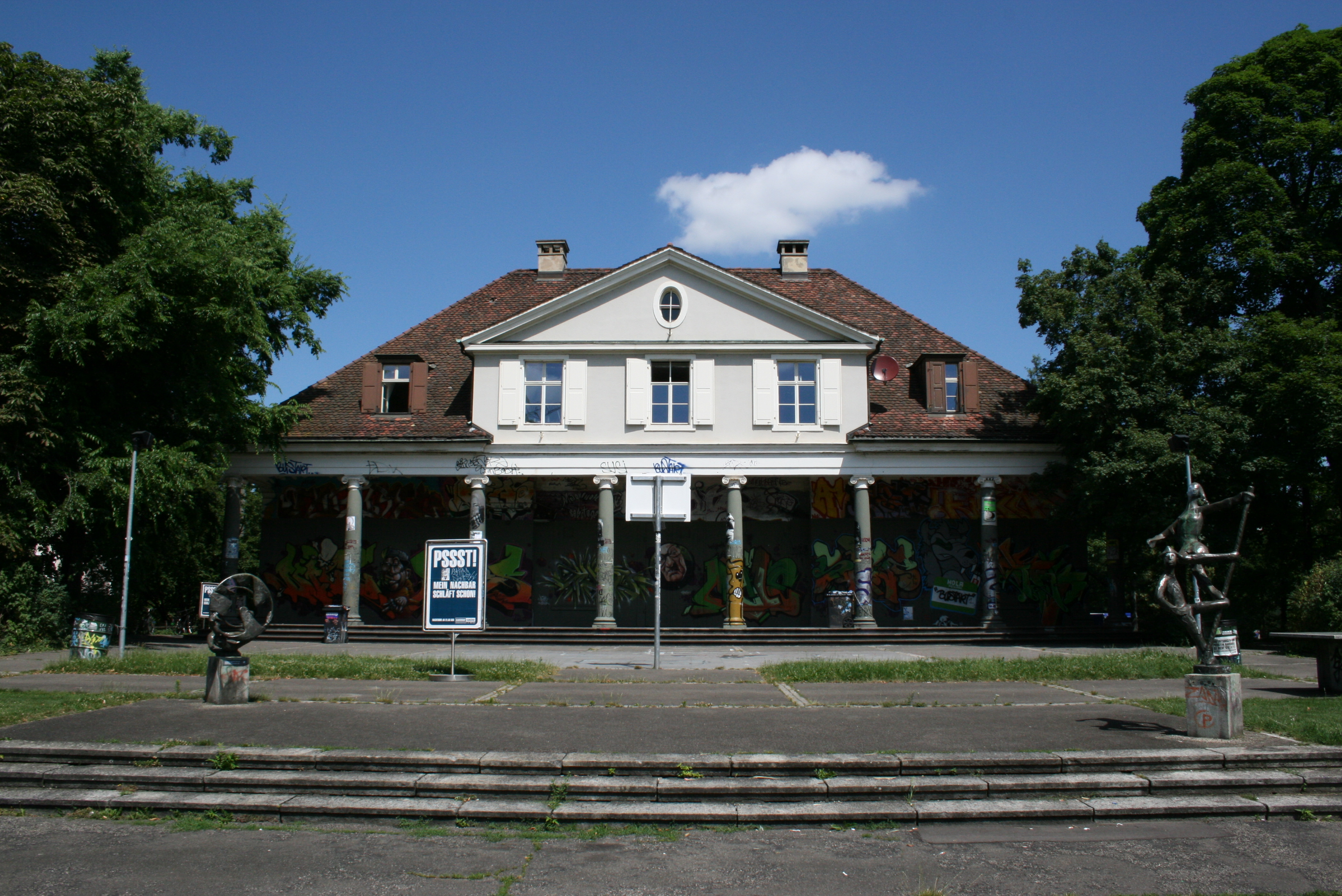
Das Sommercasino in Basel